# Gestreifte Peitschennatter
Die Gestreifte Peitschennatter (Masticophis taeniatus, Syn.: Coluber taeniatus) gehört zu den Nattern (Colubridae) und war früher in der Gattung der Zornnattern (Coluber) eingegliedert. Sie lebt im Westen der USA und erreicht eine Körperlänge von etwa 1,80 Metern.

## Aussehen
Die Gestreifte Peitschennatter ist wie die anderen Peitschennattern lang und sehr schlank gebaut. Sie erreicht eine Körperlänge von einem Meter bis 1,80 Meter. Ihre Grundfärbung variiert von grau über blaugrün und rotbraun bis hin zu schwarz. Auf beiden Körperseiten befinden sich zwei heller gefärbte Streifen, die sich über die gesamte Länge ziehen. Die großen Kopfschuppen sind weiß umrandet und die Körperschuppen sind in 15 Reihen angeordnet.

## Verbreitung und Lebensraum

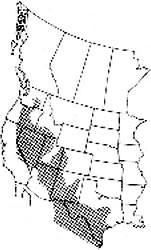
Verbreitung der Gestreiften Peitschennatter

Die Gestreifte Peitschennatter lebt in den westlichen USA. Ihr Verbreitungsgebiet reicht dabei vom Bundesstaat Washington bis zum Great Basin und New Mexico sowie Teilen von Texas. Man finde sie in Steppengebieten und trockenen Ebenen sowie in Gebirgsbereichen bis in eine Höhe von etwa 3000 Metern.

## Lebensweise

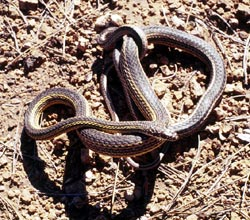
Jungtier

Die Schlangen ernähren sich von Eidechsen, kleineren Schlangen und kleinen Säugetieren und Vögeln. Ihre Hauptfressfeinde stellen Falken dar. Die Peitschennattern sind in ihrer Fortbewegung sehr schnell, dabei halten sie ihren Kopf erhoben, um einen besseren Überblick zu erhalten. Um Feinden zu entkommen, verschwinden die Tiere sehr schnell in Spalten oder Höhlen im Boden oder sie klettern auf Bäume. Sie jagen tagsüber und sind dabei sehr geschickt. Zu ihren Beutetieren gehören dabei auch größere Eidechsen sowie kleine Klapperschlangen.
Die Paarung der Tiere findet im Frühjahr statt, die drei bis 12 Eier werden im Juni oder Juli in ein Nest gelegt. Dabei werden häufig verlassene Wohnbauten von Kleinsäugern genutzt. Die im August schlüpfenden Jungtiere sind etwa 40 Zentimeter lang. Die Geschlechtsreife erlangen die männlichen Tiere nach einem oder zwei Jahren, die weiblichen nach drei Jahren.

## Unterarten
Es werden zwei Unterarten der Gestreiften Peitschennatter geführt:
- Masticophis taeniatus girardi (Stejneger & Barbour, 1917)
- Masticophis taeniatus taeniatus (Hallowell, 1852)